# Edwin Uehara
Edwin Uehara (上原 エドウィン Uehara Edwin?,  Lima, 21 de julio de 1969) es un exfutbolista peruano nacionalizado japonés, jugaba como mediocampista. Se nacionalizó japonés en 1994.

## Trayectoria
Uehara jugó por varios clubes de Perú y Japón, aprovechando su doble nacionalidad. En su palmarés figura el Torneo Metropolitano de 1989 con Sporting Cristal.

## Clubes
| Club                      | País  | Año       |
| ------------------------- | ----- | --------- |
| Deportivo AELU            | Perú  | 1987-1988 |
| Sporting Cristal          | Perú  | 1989      |
| Deportivo AELU            | Perú  | 1990-1992 |
| Urawa Red Diamonds        | Japón | 1992-1995 |
| Sagan Tosu                | Japón | 1996      |
| Universitario de Deportes | Perú  | 1997      |
| FBC Melgar                | Perú  | 1997      |
| Deportivo AELU            | Perú  | 1998-2000 |